# ابن المسلم
أَبُو حَفْصٍ عُمَرُ بْنُ إِبْرَاهِيمَ بْنِ عَبْدِ اللَّهِ الْعُكْبَرِيُّ، الشهير بـ ابن المسلم (ت. 387 هـ / 997 م)، شيخ الحنابلة في وقته، وجيد المعرفة بالفقه على مذهب الحنبلي.

## سيرته
أصله من عكبرا. سمع أبا علي بن الصواف، وأبا بكر النجاد، وأبا محمد عبد الله بن إبراهيم بن أيوب البزار (ت. 369 هـ)، وأبا عمرو بن السماك.
رحل إلى الكوفة، والبصرة، وغيرهما من البلدان، وصحب أبا حفص عمر بن بدر المغازلي، وأبا بكر النجاد وأبا بكر عبد العزيز بن جعفر، وأبا إسحاق بن شاقلا، وأكثر ملازمة ابن بطة العكبري.
ومعرفة ابن المسلم بالمذهب الحنبلي معرفة عالية، وقد صنف فيه تصانيف عديدة، منها: "المقنع"، و"شرح الخرفي"، و"الخلاف بين أحمد ومالك"، و"رؤوس المسائل"، و"الآداب". ويتميز ابن المسلم بأنه صاحب اختيارات وأقوال في المذهب الحنبلي. وظن بعض المؤلفين أن قول ابن أبي يعلى: "له الإختيارات في المسائل المشكلات" كتاب من كتبه.
ويشتبه مع أبي حفص البرمكي في: اسمه، وكنيته، وتاريخ وفاته، والمشاركة في بعض الشيوخ، كالنجاد وأبي بكر عبد العزيز وعمر بن بدر المغازلي.
مات ضحى يوم الخميس الثامن من جمادى الآخرة سنة 387 هـ.

## مؤلفاته
له من المصنفات:
- المقنع.
- شرح الخرقي.
- الخلاف بين أحمد ومالك.
- محاسبة النفس.
- الأدب.